# Ducati 600SS
Die 600 S/SS Supersport ist ein Motorradmodell des italienischen Herstellers Ducati.
Das 600er-Supersport-Modell war das kleinste in Deutschland ausgelieferte Supersport-Modell. Gebaut wurde die 600er Version der Supersport-Modelle von 1994 bis 1998. Optisch unterscheiden sich die verschiedenen Baujahre nur geringfügig. Am auffälligsten bei der 600er ist die 2in1-Auspuffanlage (wie sie allerdings auch an der 400er Verwendung findet) sowie die Einscheibenbremsanlage. Die Verkleidung gab es in zwei verschiedenen Ausführungen: „Nuda“ und „Carenata“.

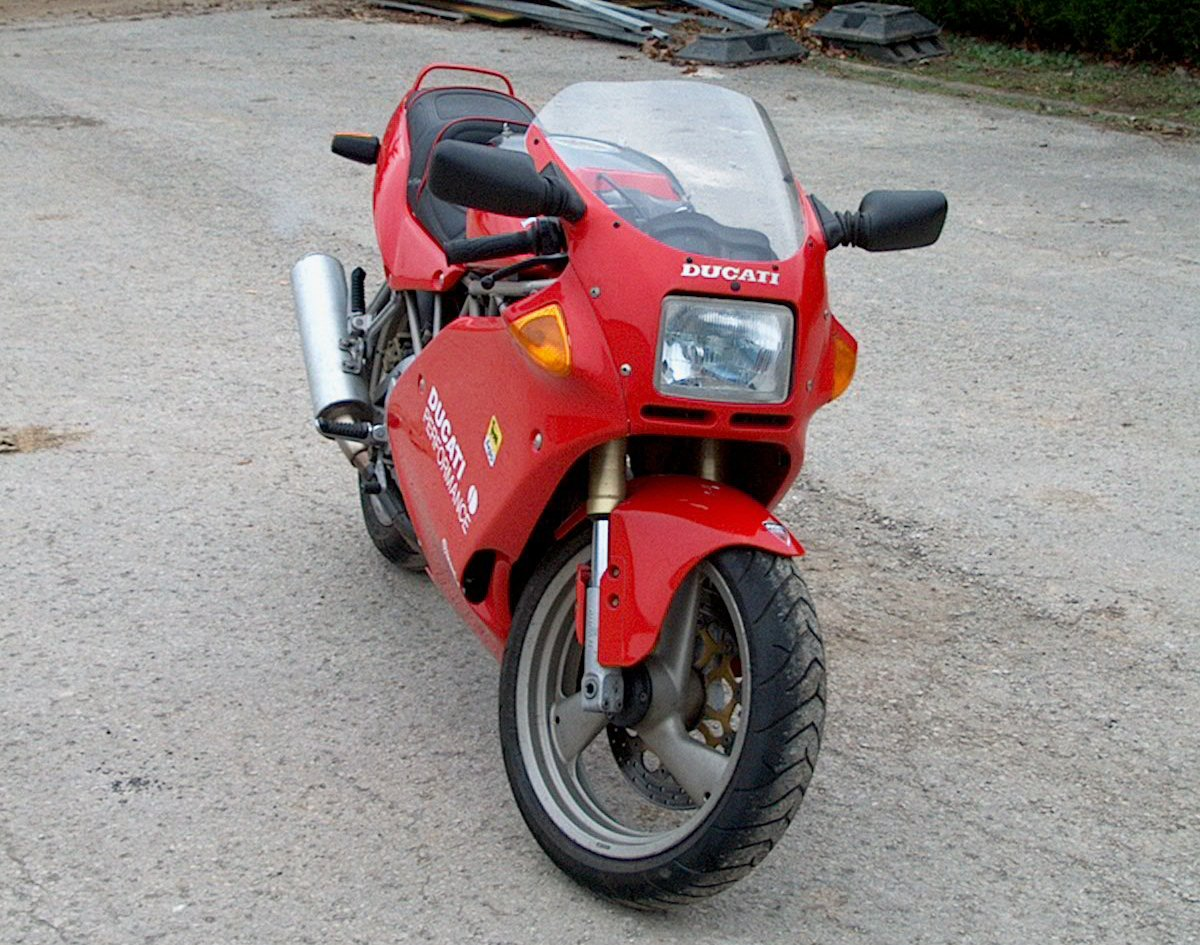
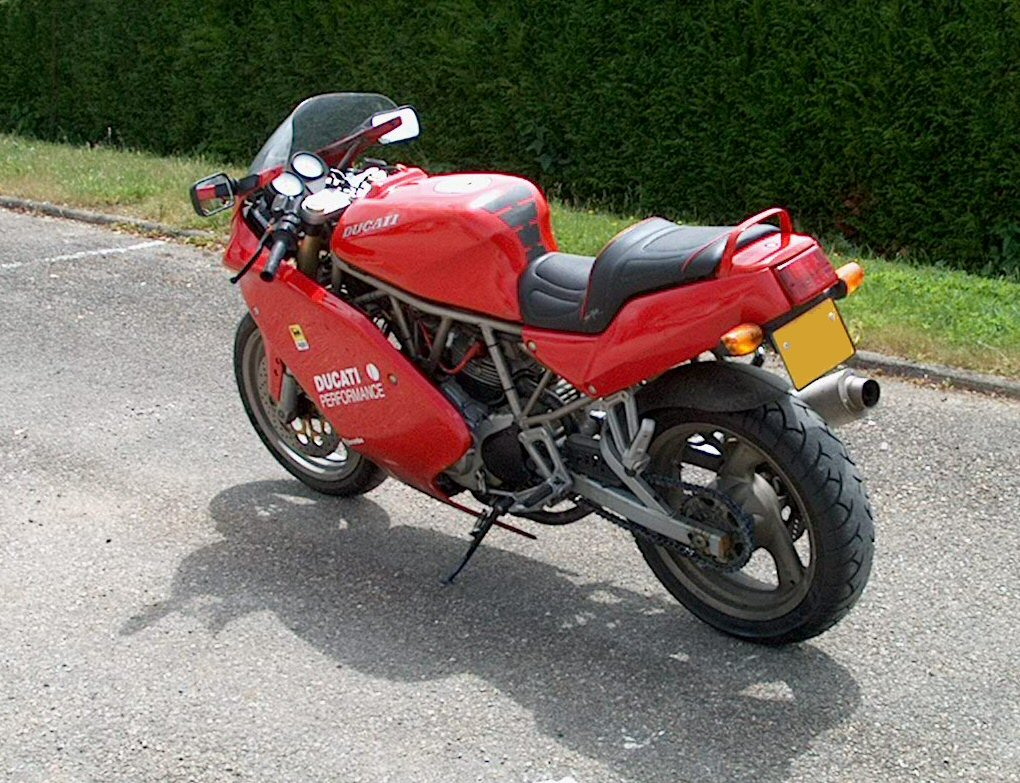

## Wartungshinweis
| Bezeichnung      | Angabe Hersteller                        |
| ---------------- | ---------------------------------------- |
| Kraftstoff       | 95 ROZ, 85 MOZ Super Bleifrei - Kein E10 |
| Verbrauch        | ca. 5,5 L/100 km                         |
| Tankvolumen      | 17,5 Liter (inkl. 4 Liter Reserve)       |
| Ventilspiel ein  | KALT 0,10-0,12 MM                        |
| Ventilspiel aus  | KALT 0,12-0,15 MM                        |
| Motoröl          | 3 Liter SAE 15W-40/50 (teilsynthetisch)  |
| Zündkerze        | NGK DCPR8E 0,7 mm 16mm, 5 kOhm           |
| Ritzel/Kettenrad | 15/41 Zähne                              |
| Kette            | 98 Glieder                               |
| Starterbatterie  | 12V/16 AH (YB16AL-A2)                    |
| Bereifung vorne  | 120/60-ZR17 (2,2 bar)                    |
| Bereifung hinten | 160/60-ZR17 (2,5 bar)                    |